# Zápěstí
Lidské zápěstí (latinsky articulatio radiocarpalis, carpus) je část horní končetiny mezi rukou a předloktím, která umožňuje prostorovou pohyblivost ruky. Skládá se z několika malých kostí, které se poměrně snadno poškodí při pádu. Zranění zápěstí jsou tak velmi častá a nebezpečná. Při sportování se často používají chrániče zápěstí a to převážně u sportů, kde hrozí pád sportovce na ruce.
Ze spodní strany zápěstí prochází několik žil, které jsou snadno viditelné okem.

## Kostra zápěstí
Kostra zápěstí je tvořena souborem osmi kostí (carpů), které jsou překlenuty k dlaňové straně tuhým vazivem. Kosti jsou seřazeny ve dvou řadách (proximální a distální).
Kůstky jsou kost člunkovitá (os scaphoideum), kost poloměsíčitá (os lunatum), kost trojhranná (os triquetrum), kost hrášková (os pisiforme), kost mnohohranná větší (os trapezium), kost mnohohranná menší (os trapezoideum), kost hlavatá (os capitaum), kost hákovitá (os hamatum).